# Кримська роза (Сімферополь)
Кримська роза (крим. Qırım gül), Кримська троянда — житловий масив, що будується, в Сімферополі, в Київському районі міста.

## Опис
Масив знаходиться на півночі міста, на півдні межує з районом Червона гірка, на заході з районом Москільце, на сході обмежується вулицею Куйбишева та цвинтарем Абдал, на півночі обмежується кордоном міста. Об'їзна дорога розділяє масив на дві частини.
Основна вулиця — Ніканорова. Ряду неназваних вулиць окупаційна влада незаконно присвоїла імена російських «героїв».
Масив складається з окремих ЖК: «Чорниця», «Лаванда», «Фіалка», «Ірис», «Ваніль», «Виноград», «Сусіди», «Горизонти» тощо.

## Історія
Назва походить від радгоспу Кримська троянда, що розташовувася тут до 1980-х років.
Забудова масиву почалася у 2010-х роках, ще до окупації був побудований сімейний квартал «Лаванда». За ним розташовувалося незабудоване поле, на якому ще з 2000-х років розташовувалася галявина протесту «Стрілецька», учасники якої вимагали від місцевої влади надання ділянок для забудови відповідно до Земельного кодексу України.
Учасники протесту, в основному репатріанти з-поміж кримських татар, за 2000-2010-ті роки звели тут понад півсотні самобудів — житлових будинків і господарських приміщень.
Після російської окупації у 2014 році компанія «Моноліт», що пов'язують з колаборантом Аксьоновим, почала будувати на цій території новий житловий масив «Кримська роза» на орієнтовно 9 тисяч квартир. Експерти вказують, що мікрорайон «Кримська роза» спроєктований з помилками.
У лютому 2018 року в будинку одного з активістів «галявини протесту» Фазила Ібраїмова провели обшук. Ібраїмов відомий у Криму борець за легалізацію «галявин протесту» — земель, зайнятих кримськими татарами після повернення з депортації.
3 серпня 2018 року у центрі Сімферополя активіст «галявини протесту» «Стрілецька» намагався вчинити акт самоспалення. Перед підпалом чоловік заявив, що здійснює акт самоспалення на знак протесту проти свавілля влади.
У 2019 році почалося знесення самобудов.